# Lipovani
Lipovani (romunsko lipoveni, rusko липоване, ukrajinsko липовани) so staroverci, večinoma ruskega porekla, ki živijo v delti Donave v okrožju Tulcea v vzhodni Romuniji in v južnih predelih Odeške oblasti v Ukrajini. Ocenjujejo, da živi okoli 40.000 Lipovanov.
Lipovani so se odselili iz Rusije pred 200 leti kot razkolniki ruske pravoslavne cerkve. Naselili so se vzdolž reke Prut v Moldaviji in v delti Donave. Ohranili so močne religiozne običaje, ki so napovedovali prenove ruske pravoslavne cerkve za časa šestega patriarha Moskve in celotne Rusije Nikona (1652-1658). Glavno središče lipovanske skupnosti v Ukrajini je Vilkovo.